# Jen pro Němce

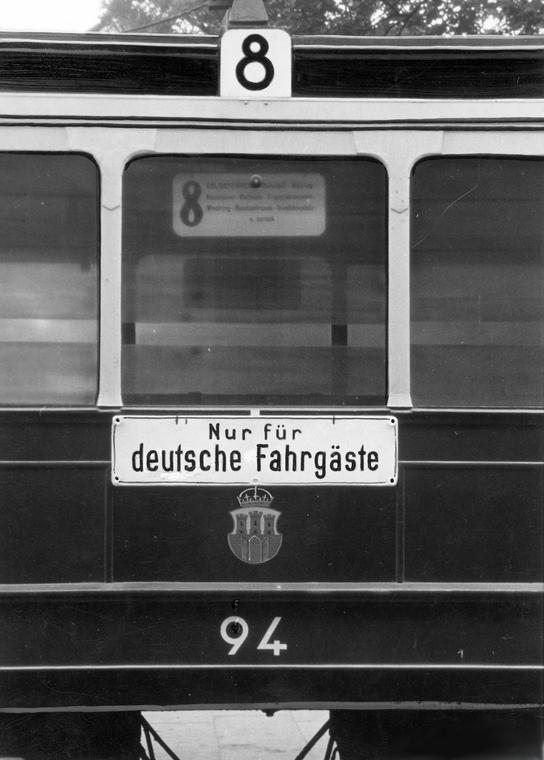
Označení „Jen pro německé cestující” v krakovské tramvaji za druhé světové války

Jen pro Němce (německy Nur für Deutsche) byl slogan, užívaný Německou říší za druhé světové války na okupovaných územích v Evropě. Byly jím v různých podobách označovány prostory, kam měli přístup jen Němci. V okupovaném Polsku naopak psali tento slogan polští partyzáni na lampy veřejného osvětlení jako odkaz na věšení Němců na tyto lampy.

## Galerie

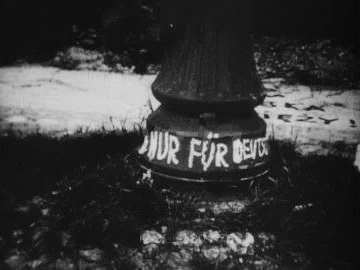
Nápis „Jen pro Němce“ na lampě veřejného osvětlení v okupovaném Polsku
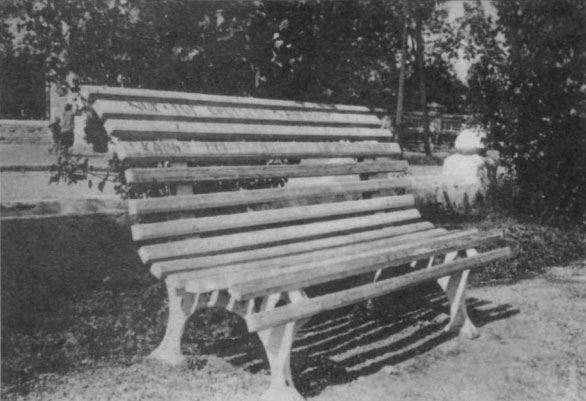
Nápis „Jen pro Němce“ na lavičce v Taganrogu